# 여주대학교
여주대학교(驪州大學校, Yeoju Institute of Technology)는 대한민국 경기도 여주시에 위치한 사립 전문대학이다.
1992년 설립된 여주공업전문대학이 모태이다. 2012년 현재의 교명인 여주대학교로 변경하였다. 국문 약칭으로 여주대(驪州大), 영문 약칭으로 Y · TECH 등을 사용하고 있다. 창업보육센터, 인터넷방송국 등의 부속시설과 도자기연구소, 정보통신연구소 등의 연구소를 설치하고 있다.

## 연혁
여주대학교는 1993년 3월, 여주공업전문대학으로 개교한 것이 시초다. 전기과, 전자과, 건축과, 산업디자인과, 공업경영과, 사무자동학과, 도자기공예과 등 7개 학과를 개설했다. 개교 당시 캠퍼스에는 제1공학관, 제2공학관, 학생회관, 본관, 부대시설 등 5개동의 건물이 있었다. 1993년 개교 원년에 편성된 교육과정의 특징은 국제화, 전산화의 시대적 추세에 따라 전체 학과가 영어회화와 컴퓨터교육을 4학기 내내 실시하도록 한 것이다. 또한, 학과별로 현장실무 능력을 충분히 소화해 낼 수 있는 실질적이고 전문화된 실습 위주의 교육과정을 편성한 것도 중요한 특징이다.

### 여주전문대학
개교와 함께 대학의 양적팽창을 추진한 결과, 1993년 9월 16일 학과 증설이 이루어졌다. 더불어 교명변경을 추진하여 1994년 여주전문대학으로 이름을 바꾸고 토목과, 여성교양과, 세무회계과, 실무영어과 등을 신설했다. 이와 함께 도서관, 신문방송국, 학생생활연구소, 상담실, 전자계산소, 산업기술연구소 등 6개 부속기관이 신설되었다.
1995년에 전자계산과, 자동차과, 사회체육과를 신설하고 총 14개 학과 1,200명의 신입생을 모집하였다. 사회체육과의 개설과 더불어 600여 평의 대규모 체육관이 건립되어 캠퍼스의 경관이 바뀌었다. 2,500여명을 수용할 수 있는 용마체육관은 당시 학교의 랜드마크 역할을 수행했다.

### 여주대학교
여주대학교는 2000년 11월 13일, 경북과학대학교와 우수 전문인력 양성과 상호 발전을 위한 학술교류 협정을 체결하였고, 11월 15일에는 여주대학 자동차과와 (주)현대·기아자동차 간에 자동차 교육에 필요한 정보와 인적 물적 자원의 상호 교류를 통해 우수인력을 양성하기 위한 산학협동 조인식 등을 진행했다.
- 2015년 : 교육부 대학구조개혁평가 결과 D등급[2]
- 2017년 : 교육부 대학구조개혁평가 2차년도 이행점검 결과 재정지원제한 완전 해제[3]
- 2018년 : 교육부 대학기본역량진단평가 자율개선대학 선정

## 교육편제
여주대학교는 메디텍계열, 스마트텍계열, 컬쳐텍계열 등 3개 계열 아래 51개 학과를 설치하고 전문학사 학위를 수여하고 있다.

## 교육 방침상의 특징

### 장학 제도
여주대학교는 특별근로장학금 외 15종의 교내장학금을 운용하고 있으며, 학교법인 차원에서 세종문화재단장학금을 지원하고 있다.

### 해외 교류
여주대학교는 13개국 83개교와 자매결연을 맺고 학술교류, 교수·학생의 교환과 언어연수, 졸업생의 편입학 등의 교류를 하고 있다.

## 연례 행사
여주대학교는 매년 각각 5월과 10월에 체육대회인 용마체전과 축제인 용마축제를 개최한다.

## 사건과 비판

### 여주대 사학 비리 및 등록금이 무분별하게 쓰여진 사건
2011년 6월 29일, 여주대에 따르면 한 방송사 시사프로그램은 여주대학교의 법인카드 사용 내역을 고발했다. 학생들의 등록금에서부터 쓰여진 여주대학 법인카드 사용 내역에는 룸쌀롱, 일반 음식점, 목욕탕, 백화점은 물론 여러 유흥업소까지 있었지만 정작 학교 측에서는 누가 어떻게 사용했는지 구체적인 답변을 꺼리는 등 소극적인 태도로 일관했다.
방송을 통해 공개된 이 대학의 2006~2010년 사이 법인카드 사용내역 2만5천여건(30여억원)을 보면, 커피전문점, 일식집, 한정식 식당에서 카드가 쓰여졌다. 수원의 한 일식집에서는 57차례에 걸쳐 2천500여만원을, 화성의 한정식 식당에서는 한달 평균 5~6차례씩 모두 120여차례에 걸쳐 1천600여만원을 사용한 것으로 나타났다. 심지어 룸살롱, 마사지업소까지 드나든 것으로 확인돼 법인카드 관리가 허술하게 이뤄진 것으로 드러났다.
전체 사용 내역을 업종별로 분류하면 한식 8,713건 사용금액은 10억 7천여 만 원, 서양 음식은 1,930건 사용금액 1억여 원, 일식집은 829건 1억 6천여만 원을 사용해 음식에 가장 많은 지출을 보였다. 그 다음으로 마트는 1,648건 사용금액 4억 2천여만 원, 숙박은 163건 사용금액 1억 8천여만 원이었다. 그 밖에 주유소, 주점, 약국, 상품권 구입, 노래방 등이 있었다.
지역별로는 대학이 위치한 지역이 11,609건으로 카드 사용이 가장 많았고. 그 다음은 서울이 7,248건으로 전체 사용 중 28%를 차지했다. 그중 강남구는 2,237건에 달했다. 이렇게 학생들의 등록금은 여주대 정모 전 이사장의 법인카드로 무분별하게 쓰여졌다.
현행 사립학교법에는 재단회계와 대학회계가 분리돼 재단법인 관계자는 학생들의 등록금인 교비를 사적으로 사용할 수 없다. 그런데 여주대학 정 모 전(前) 이사장은 마트, 약국, 커피전문점, 식당, 유흥업소 등에서 상당한 액수의 카드를 썼다. 심지어 마트에서는 기저귀까지 구입한 내역이 드러났다.
또한 여주대학에서는 일부학과의 학생들이 필수 학기제를 명분으로 뉴질랜드에 있는 한 사립대학으로 2개월 간 연수를 가야 하는 시스템이 있음을 공개했다. 하지만 이 사립대학 또한 여주대학 정 모 전(前) 이사장과 친분이 깊은 화성 비봉 고등학교 홍모 재단 이사장이 설립한 학교였다. 또한 여주대 학생들이 연수를 위해 내는 비싼 등록금이 비봉 홍모 이사의 개인계좌로 송금된다는 사실이 밝혀졌다. 많은 사람들의 항의를 받자 이에 대해 여주대학 측에서는 "그건 우리학교가 알 바 아니다"며 사태를 외면하는 모습을 보이는 등 여주대학의 등록금이 룸쌀롱 등에 이용된 실태와 등록금 인상 원인에 대해 명쾌한 대답을 제시하지 못했다. 여주대학의 일부 학과는 다른 사립대학교보다도 높은 수준인 매년 1000만원의 등록금을 받아오고 있었던 것으로 전해졌다.
이같은 등록금 비리가 공개되자 여주대학 홈페이지 게시판에는 재학생 및 네티즌의 비난의 글이 쇄도했고 특히 '난 지금도 등록금 내려고 아르바이트 하고 왔다'는 안타까운 사연이 눈길을 끌었다.

여주대학은 이전에 수 차례 사학비리 혐의로 문제가 된 적이 있다.

### 2020년 여주대학교 교비 횡령 사건
2011년 비리사건과 별개로 또 2020년 경찰이 여주대학교 교비 횡령 사건과 관련되어 전 이사장이었던 정모 전 총장과 부총장도 해당 비리에 공모한 혐의를 포착하고 이들을 불구속 입건해 검찰에 송치했다. 경기남부지방경찰청 지능범죄수사대는 업무상 횡령 등 혐의로 여주대 전 총장 A씨와 전 부총장 B씨 등 2명을 불구속 송치했다고 12일 밝혔다. 횡령 자금 5억8천만원 중 일부 공무원 등에 뇌물로 사용되었다. 정모 전 이사장 겸 전 총장은 학교 공사를 맡을 건설업체, 용역업체를 선정하는 과정에 수의계약을 대가로 업체들로부터 뒷돈을 챙기거나 공사비를 부풀리는 등의 수법으로 학생들의 등록금, 교비에서 나온 5억8천여만원을 빼돌렸다. 이들은 빼돌린 학생들의 교비로 구성된 비자금을 여주대 공무원에게 뇌물로 전달하기도 하였다. 특히 비자금 장부에 ○○○ 둘째 아들 단국대 등록금 일부(총장 대신해서 부총장이 줌) 3,000,000’이라는 내역은 재단 관계자 지인의 등록금까지 여주대 학생들이 낸 돈에서 지급됐다는 의미이다.

## 역대 총장

### 여주전문대학/여주대학 학장
- 1대 진용철 학장 (1993년 3월 1일 ~ 1995년 2월 23일)
- 2대 김광식 학장 (1995년 2월 24일 ~ 1999년 2월 7일)
- 3대 정동성 학장 (1999년 2월 8일 ~ 1999년 8월 5일)[11]
- 4대 전신순 학장 (1999년 9월 11일 ~ 2004년 12월 3일)
- 5대 구창모 학장 (2004년 12월 4일 ~ 2006년 1월 2일)

### 여주대학교 총장
- 6대 이기창 총장 (2006년 1월 3일 ~ 2010년 11월 10일)
- 7대 정태경 총장 (2010년 11월 11일 ~ 2015년 9월 16일)[12]
- 8대 김양종 총장 (2015년 9월 17일 ~ 2016년 7월 20일)
- 9대 윤준호 총장 (2016년 9월 5일 ~ 2019년 5월 27일)
- 10대 고기채 총장 (2019년 5월 28일 ~ 2023년 7월 22일)[11]
- 11대 배선영 총장

## 캠퍼스 풍경
여주대학교는 경기도의 사립 전문대학으로, 교동에 캠퍼스가 위치한다. 캠퍼스 내 약 18동의 건축물이 위치하고 있다. 캠퍼스 동부가 세종로에 인접하며, 캠퍼스로 접근이 가능하다. 캠퍼스 서부에 동일 법인의 여주고등학교가 인접한다.

### 주요 건축물
- 여암학술정보관: 2001년 준공된 지하 1층, 지상 4층 규모의 건축물이다. 도서관이 위치하며, 약 9만 4천여권의 단행본, 100여종의 정기간행물, 6,231여점의 비도서자료를 비치하고 있으며, 830석의 열람석이 있다.
- 대학본부: 2005년 준공된 지상 5층 규모 건축물이다. 총장실 등 주요 대학 운영 기관이 입주해 있다.

## 같이 보기
- 대한민국의 교육